# Maurice Pujo
Pour les articles homonymes, voir Pujo (homonymie).
Maurice Pujo, né le 26 janvier 1872 à Lorrez-le-Bocage-Préaux (Seine-et-Marne) et mort le 6 septembre 1955 à Ferrières-en-Gâtinais (Loiret), est un journaliste et homme politique français d'extrême droite, antisémite et royaliste. Il a fondé les Camelots du roi. Partisan du régime de Vichy, il est arrêté en 1944 du fait de la Libération de la France, puis condamné à cinq ans de prison et à la dégradation nationale.

## Biographie

### Jeunesse

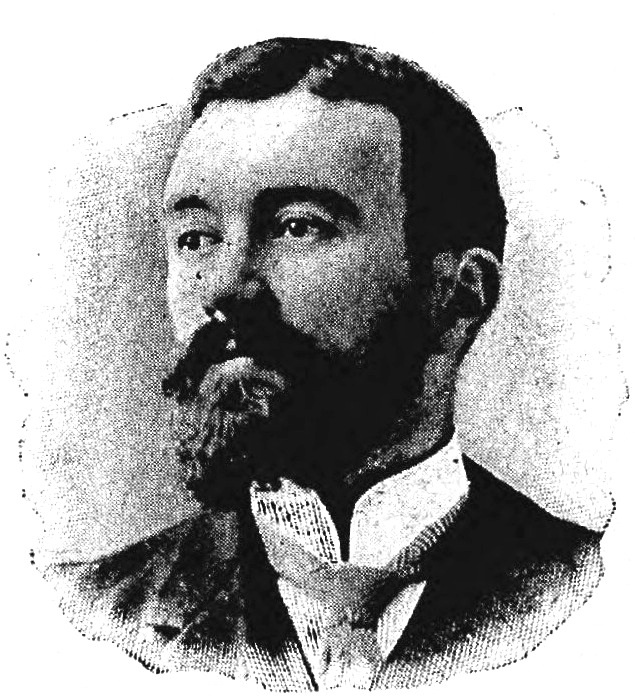
Maurice Pujo.

Alexis Maurice Pujo est né dans une famille de juristes aveyronnais de condition aisée. Il est le fils d'Alexis Étienne Pujo et de Marie Augustine Adrienne Gabrielle Colomb.
Il fait ses études au lycée d'Orléans où il côtoie deux autres camarades Georges Goyau et Charles Péguy.
À Paris, il prépare une licence de philosophie à la Sorbonne. En 1891, son mémoire sur La philosophie de l'homme chez Spinoza, co-écrit avec Louis Tauxier est récompensé du prix Bordin de l'Académie des Sciences morales et politiques.

### La Revue Jeune
Un an plus tard, il fonde La Revue Jeune dont il devient rapidement le directeur. De 1896 à 1897, il la codirige un temps avec Gabriel Trarieux, époque durant laquelle il fréquente de nombreux artistes (dont le symboliste suisse Carlos Schwabe).
Inspiré par la philosophie allemande et admiratif de Novalis, il traduit ses textes pour sa revue. En décembre 1892, La Revue Jeune devient L'Art et la Vie et perdure jusqu'en 1898.

« Il s’agit avant tout d’insister sur l’émotion qui est l’essence de l’art et de la beauté de la vie, de s’opposer ainsi à l’art pour l’art. Pour ces jeunes gens, l’influence de la vie sur l’esthétique et donc de l’esthétique sur la vie est prépondérante. »

— Marie Cattelain
Il compile ses articles publiés dans Le Règne de la grâce en 1894 (salué dans un article par Jean Jaurès dans La Petite République) chez Alcan et se veut proche de la pensée de Nietzsche. En 1898, il publie la suite de ses articles dans l'ouvrage La Crise morale. Maurice Pujo était à ce moment donné un philosophe républicain plutôt de gauche.
Il fut aussi critique musical et ami du compositeur Guillaume Lekeu.

### De l'Union pour l'action morale à l'Action française
Maurice Pujo appartient à un cercle d'intellectuels de tous horizons politiques, philosophiques et spirituels qui fondent l'Union pour l'action morale en 1893 sous la houlette de Paul Desjardins. Quelques années plus tard, l'Union se transforme en Union pour la vérité et prend parti pour la défense du capitaine Dreyfus. À ce moment-là, par réaction nationaliste, Henri Vaugeois et Maurice Pujo quittent ce cercle pour fonder, le 8 avril 1898, un premier comité provisoire d'Action française à l'occasion des élections, qui devient en 1899 l'Action française, mouvement politique nationaliste, puis également monarchiste lorsque Charles Maurras convertit ses dirigeants vers 1900. Le 19 décembre 1898, Henri Vaugeois et Maurice Pujo publient un article très remarqué réclamant une « action française » dans L'Éclair le 19 décembre 1898,. À ce moment, les deux auteurs écartent catégoriquement l'idée de restauration monarchique :

« Laissons dire ceux qui ne voient d’autre salut que dans un retour aux formes du passé, ceux qui rêvent de dictature ou de monarchie. […] Ces formes doivent être repoussées simplement parce qu’elles seraient aujourd’hui impraticables. On ne retourne pas en arrière, on ne fait rien avec les morts. »

— Maurice Pujo et Henri Vaugeois
En 1898, il fonde la Revue d'Action française dite la « revue grise » en raison de la teinte de sa couverture opposée à celle de La Revue blanche dreyfusarde.
Dans le même temps, il est adhérent à la Ligue des patriotes de Paul Déroulède et à la Ligue de la Patrie française de Jules Lemaître dont il fait partie du comité directeur qui rassemble des antidreyfusards modérés. Maurice Pujo finit par se séparer de la Ligue de la patrie française « devant ses orientations électorales ». Le 20 juin 1899, il participe à la réunion fondatrice de l'Action française le 20 juin 1899 à la salle des Agriculteurs, rue d'Athènes. La même année, il publie son Pamphlet contre la classe de philosophie de l’enseignement secondaire dans lequel il met en cause l'instruction de la philosophie qui ne servirait qu'à « fabriquer des déclassés intellectuels ».
Après la publication de Dictateur et roi en 1899 et l'Enquête sur la monarchie en 1900 de Charles Maurras, la direction de l'Action française transitionne vers le royalisme. Maurice Pujo s'y convertit officiellement en 1903 lorsqu'il signe un télégramme de fête au duc d'Orléans. Entre 1903 et 1905, Maurice Pujo s'attelle à l'écriture d'une pièce de théâtre sur Jeanne d'Arc en alexandrins qu'il renonce à publier.
En mars 1908 avec le concours de Charles Maurras, il est l’un des cofondateurs du quotidien L’Action française (successeur de la Revue d'Action française), l’organe de presse du mouvement politique du même nom. Il le codirige jusqu'en 1944.

### Les Camelots du Roi
Il fonde les Camelots du Roi le 16 novembre 1908. Durant l'affaire Thalamas, il encadre les mobilisations des Camelots du Roi avec Maxime Real del Sarte. Il est d'ailleurs condamné à deux mois de prison en 1909 et compile ses articles publiés au moment de l'affaire Thalamas dans ce qui devient l'historiographie des Camelots du Roi dans un livre publié en 1933. Dans L'Action française, il publie aussi ses conversations imaginaires avec le baron Pié (personnage tiré de sa pièce Les Nuées qui parodie probablement Jacques Piou) pour singer « les royalistes de salon, les conservateurs « ralliés » à la République, les membres de L'Œillet Blanc ou des comités orléanistes qui traitent par le mépris […] l'action des Camelots ».
De 1909 à 1936, Maurice Pujo préside les Étudiants d'Action française.

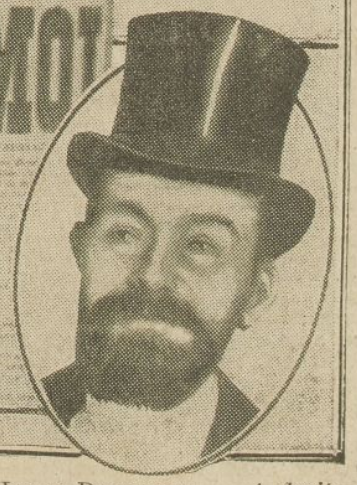
Maurice Pujo photographié en 1911 lors de la protestation contre la pièce de théâtre « Après moi » de Henri Bernstein.

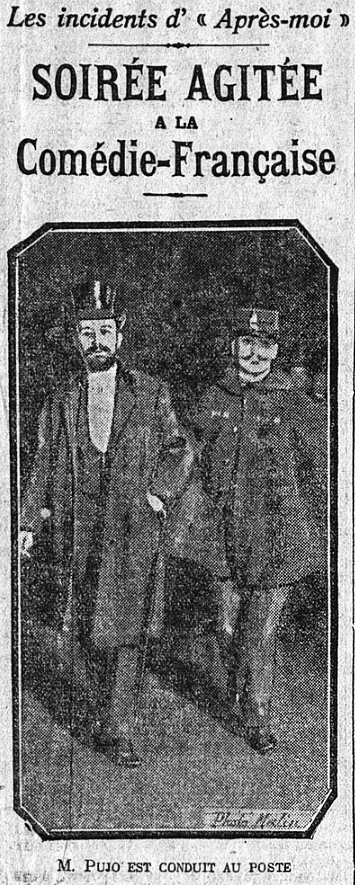
Maurice Pujo est conduit au poste le 20 février 1911

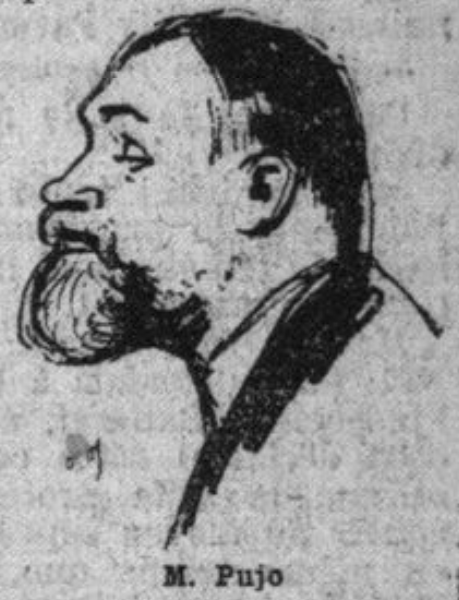
Maurice Pujo dans Le Petit Parisien du 21 décembre 1923

### Grande Guerre
Issu des réformés de la classe de 1892, il est incorporé en 1915 dans l'armée territoriale et envoyé au front dans les tranchées jusqu'à la fin de la guerre. En 1932, il compile ses articles parus dans L'Action française sur cette expérience du front sous le titre La guerre et l'homme.

### L'entre-deux guerres

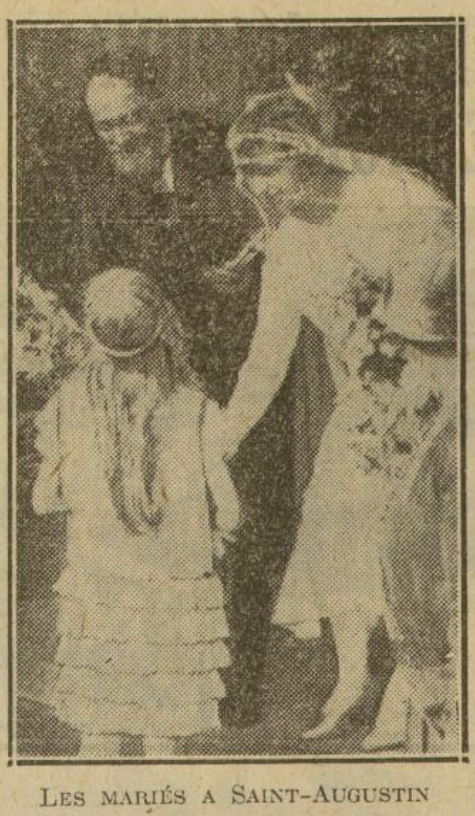
Mariage de Maurice Pujo et Elisabeth Bernard dans Excelsior du 6 septembre 1928.

En 1912, il publie un nouveau pamphlet intitulé Contre les cadres de la démocratie à propos d'un trafic supposé de décorations.
À la suite de la condamnation de l'Action française par la papauté en 1926, Maurice Pujo publie Comment Rome est trompée.
Le 5 septembre 1928, il épouse dans le 8e arrondissement de Paris Élisabeth Bernard (1896-1989), avec qui il a ensuite deux enfants, Pierre et Marie-Gabrielle.
De janvier à février 1934, Maurice Pujo mène les manifestations antiparlementaires à Paris. Pourtant, Maurice Pujo ne s'attarde pas dans la soirée du 6 février 1934 et se révèle introuvable deux jours après la fusillade mortelle. En septembre 1934, il s'embarque au sein de la croisière du Campana avec le comte de Paris.
En décembre 1936, il affuble les militants du Comité secret d’action révolutionnaire du sobriquet moqueur de « cagoulards ».

### Sous l'Occupation
Durant l'occupation de la France par l'armée allemande (1940-1944), Maurice Pujo continue à diriger l'Action française avec Charles Maurras, soutenant le régime de Vichy.
Dans L'Action française, il publie des articles favorables à Philippe Pétain et hostiles aux résistants, qu'il désigne comme des « terroristes ».
Le 20 juin 1944, il est arrêté par la Gestapo et emprisonné à la prison de Montluc pendant trois semaines.

### Après la Seconde Guerre mondiale

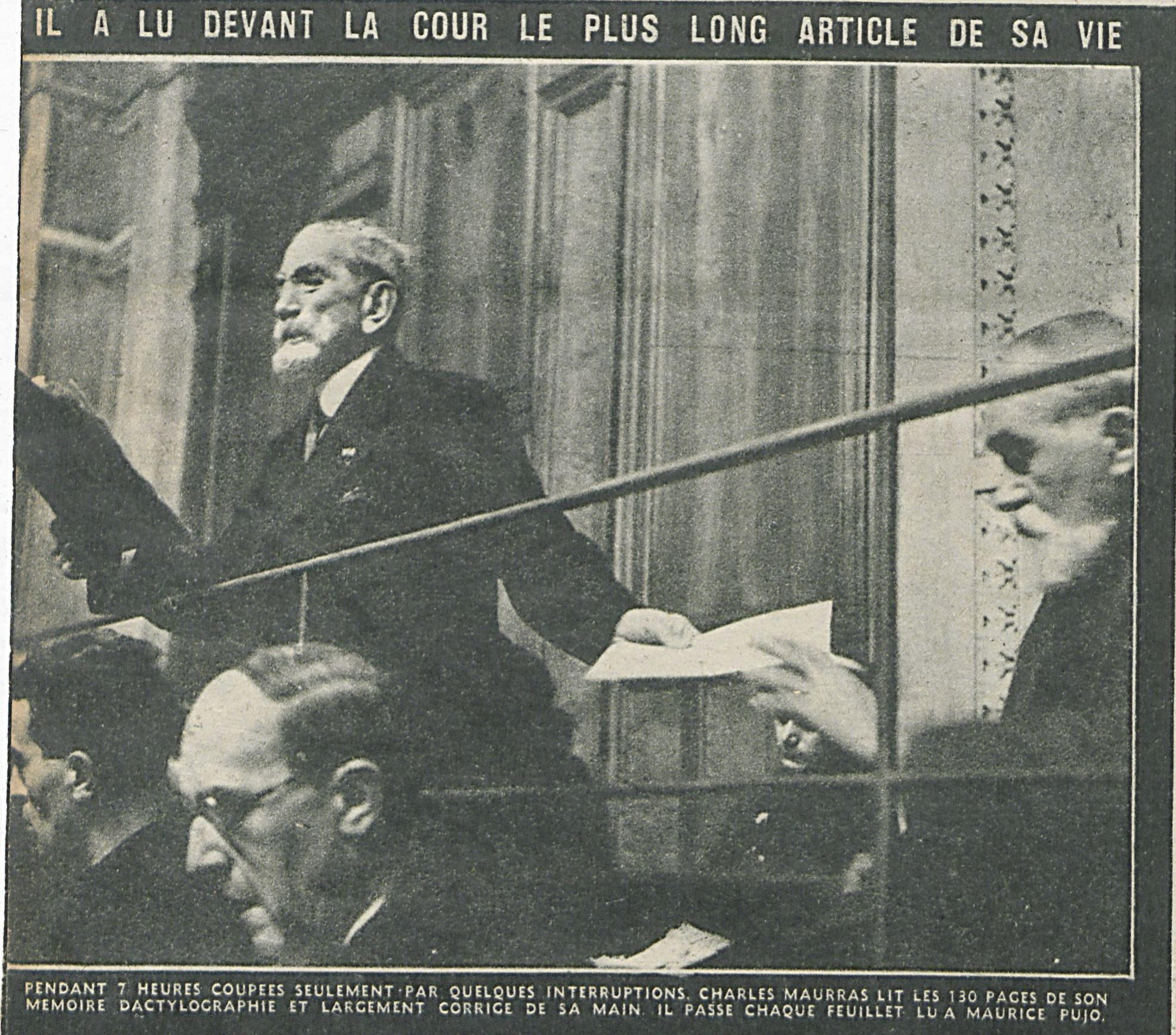
Charles Maurras confiant les pages lues de sa plaidoirie à Maurice Pujo lors de leur procès ouvert le 24 janvier 1945 à Lyon.

Après la libération de Lyon, le 5 septembre 1944, Pujo et Maurras sont incarcérés et inculpés pour intelligence avec l'ennemi. Au cours du procès, Pujo renouvelle sa fidélité à son ami Maurras : « L’honneur de ma vie, c’est d’avoir été le compagnon de Charles Maurras ». À la suite de leur procès devant la Cour de justice du Rhône, Pujo est condamné à cinq ans de prison (et Maurras, à la réclusion à perpétuité) et à l'indignité nationale. Les deux hommes sont détenus à Riom jusqu'en 1947, puis à la centrale de Clairvaux.
Maurice Pujo répond à la condamnation d'intelligence avec l'ennemi dans un mémoire publié en 1946 : L’Action française contre l’Allemagne.
Libéré en 1948, Maurice Pujo dirige la revue Aspects de la France de 1951 à 1955 (devenue plus tard le bimensuel L'Action française 2000, dirigé par son fils Pierre Pujo), puis par sa fille Marielle.

## Publications

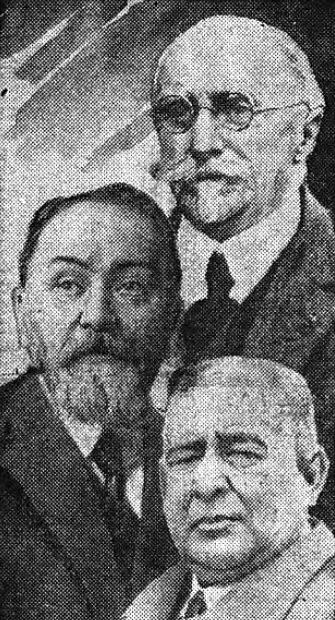
De haut en bas, Antoine Schwerer, Maurice Pujo et Léon Daudet en 1934.

- L'Idéalisme intégral : I. Le règne de la grâce. II. Les étapes. III. Stéphane Mallarmé. IV. Maurice de Guérin. V. Frédéric Schlegel. VI. La philosophie de Novalis. VII. Avant les héros. VIII. La jeunesse libre. IX. La résurrection du Christ. X. L'Esthétique indépendante, Paris, Félix Alcan, coll. « Bibliothèque de philosophie contemporaine », 1894.
- Après l’Affaire, Paris, Bureaux de l’Action française, 1898.
- Essais de critique générale de la crise générale, Paris, Perrin, 1898.
- Contre la classe de philosophie de l'enseignement secondaire. Lettre ouverte à M. Jules Lemaître, Paris, Perrin & Cie, 1899.
- Les Nuées. Comédie contemporaine en 3 actes et en prose, Paris, Nouvelle Librairie Nationale, 1908.
- Les Cadres de la démocratie. Pourquoi l’on a étouffé l’affaire Valensi ?, Paris, Nouvelle Librairie Nationale, 1912.
- La Politique du Vatican. Charles Maurras et Maurice Pujo. L’affaire Demulier. Un factum de propagande allemande, encouragé par l’autorité ecclésiastique, Paris, Librairie d’Action française, 1928.
- Comment Rome est trompée. L’agression contre l’esprit, Paris, Fayard, 1929.
- La Guerre et l’homme, Paris, Flammarion, 1932.
- Les Camelots du Roi, Paris, Flammarion, 1933.
- La Veillée. Front de champagne 1915, Paris, Ducrot & Colas, 1934.
- Le Problème de l’union, Paris, Librairie d’Action française, 1937.
- Comment La Rocque a trahi, Paris, Sorlot, 1938.
- (et Charles Maurras), Charles Maurras et Maurice Pujo devant la Cour de Justice du Rhône les 24, 25, 26 et 27 janvier 1945, 5 vol., Paris, Vérités françaises, 1945.
- L’Action française contre l’Allemagne. Mémoire au Juge d’instruction, Paris, Éditions de la Seule, France, 1946.
- (et Charles Maurras), Au Grand Juge de France. Requête en révision d’un arrêt de cour de justice, Paris, Éditions de la Seule, France, 1949.
- (et Charles Maurras), Vérité, Justice, Patrie. Pour réveiller le Grand Juge. Seconde enquête en révision d’un arrêt de Cour de Justice, Paris, Éditions de la Seule, France, 1951.